# Agustín Gimeno y Bartual
Agustín Gimeno y Bartual (Valencia, 1798-Roma, 1853) fue un pintor español.

## Biografía
Pintor de historia, nació en Valencia en 1798 y fue bautizado en la parroquia de Santa Catalina de dicha ciudad. Estudió en la Academia de Bellas Artes de San Carlos, y en el concurso de premios que celebró la misma en 1823 alcanzó el primero por la pintura. Trasladado a Roma dos años más tarde, remitió desde allí al rey Fernando VII dos cuadros de grandes dimensiones, de los que el uno representaba La muerte de Sócrates, y el otro, que era más pequeño, a Judas recibiendo el premio de su venta. Los adelantos que había hecho en su arte movieron al monarca a concederle una pensión, que le amplió posteriormente en vista de los nuevos envíos que hizo Jimeno, quien por este tiempo conquistó la plaza de académico de mérito de San Carlos por la pintura, consideración que también alcanzó de la Academia de San Fernando.
Entre otras obras de Jimeno pueden citarse, además de las ya mencionadas, un lienzo de San Juan de la Cruz, religioso alcantarino, sacando a varios enfermos a la puerta de su convento, que regaló al papa; Judit, que figuraba en el Museo provincial de Valencia, y la Asunción de la Virgen, que fue colección del mismo Museo, y de la que publicó un grabado el periódico Las Bellas Artes; esta fue la última obra de Agustín Jimeno, fallecido en Roma en 1853, según Ossorio y Bernard el 6 de mayo.